# Scott Columbus
Walter Scott Columbus (10. listopadu 1956 – 4. dubna 2011) byl americký bubeník, nejvíce známý jako člen heavy metalové skupiny Manowar v letech 1983–1991 a znovu v letech 1996–2008.

## Kariéra v Manowar
V kapele Manowar hrál od roku 1983 až 1991 kdy ji opustil, když onemocněl jeho syn (ovšem v interview v roce 2010 tuto informaci o nemocném synovi vyvrátil). Tehdy ho nahradil bubeník Kenny Earl "Rhino" Edwards. Vrátil se zpět v roce 1996, hrál již tedy v albu Louder Than Hell. V kapele zůstal až do roku 2008, kdy odešel po přátelské domluvě s baskytaristou Joeyem DeMaiem. Jak sám uvedl: "Opustil jsem Manowar, protože jsme se s DeMaiem rozcházeli již v mnoha věcech. Nikdy jsem nelitoval skvělé kariéry s Manowar a můj odchod byl přátelský, zkrátka takový je život."  Hrál na speciální nerezovou sadu bicích pojmenovanou "Drums of Doom", protože běžné sady většinou nevydržely jeho tvrdé a drsné hraní.